# Fraisans
Fraisans is een gemeente in het Franse departement Jura (regio Bourgogne-Franche-Comté). De plaats maakt deel uit van het arrondissement Dole. Fraisans telde op 1 januari 2022 1.170 inwoners.
In de 19e eeuw werd de gemeente een centrum van metallurgie.

## Geografie
De oppervlakte van Fraisans bedroeg op 1 januari 2022 16,9 vierkante kilometer; de bevolkingsdichtheid was toen 69,2 inwoners per km². Het centrum van de gemeente ligt aan de Doubs.

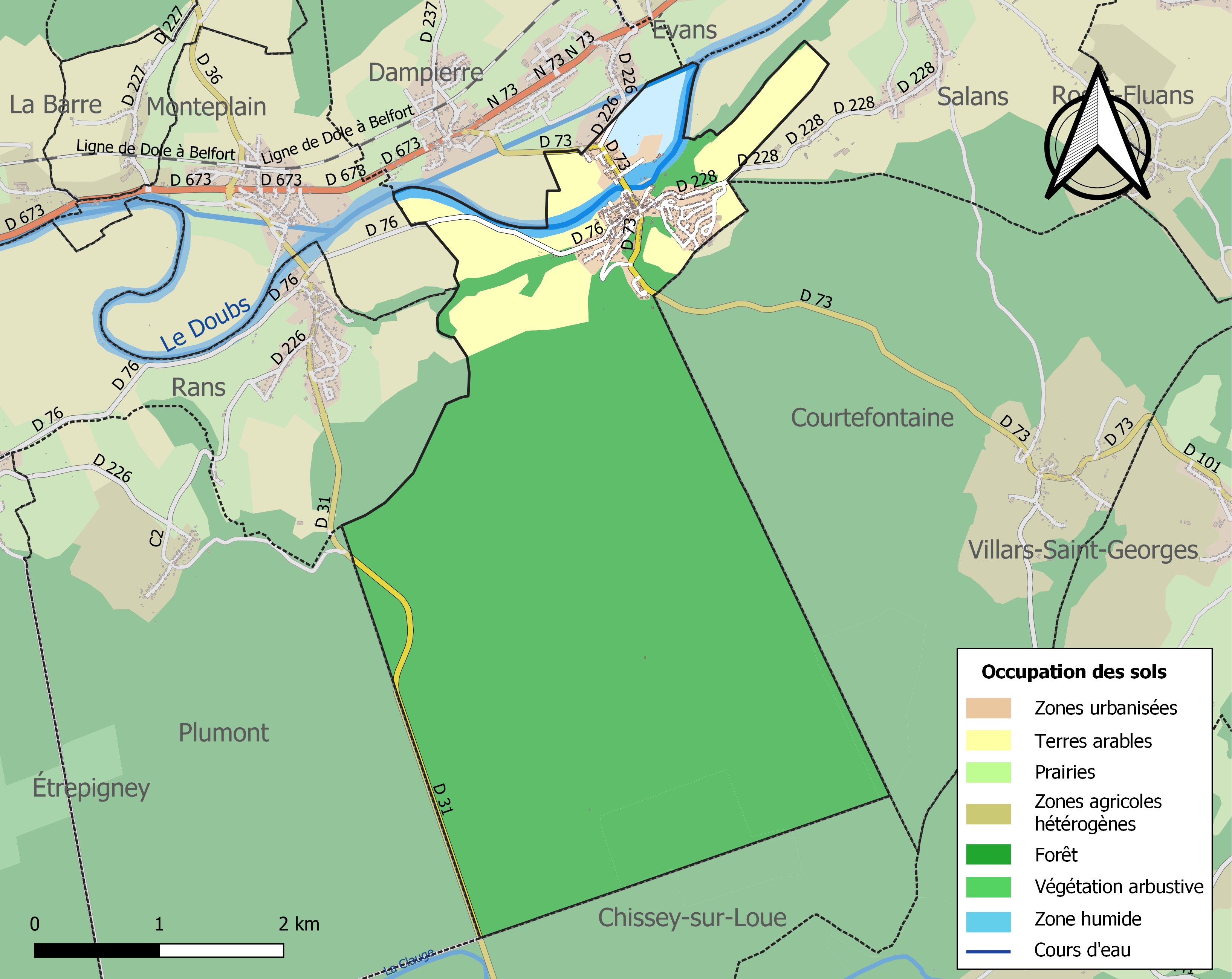
Kaart van de gemeente met de belangrijkste infrastructuur, bodemgebruik en omliggende gemeenten

## Demografie
Onderstaande figuur toont het verloop van het inwonertal (bron: INSEE-tellingen).